# 決戰星期日

決戰星期日官方標誌

決戰星期二官方標誌

決戰星期日（Cyber Sunday），原名決戰星期二（Taboo Tuesday），是世界摔角娛樂（WWE）每年一度的付費收看（Pay-Per-View）節目，通常於每年10月時舉行。此賽事於2004年時第一次由RAW舉辦，2006年時改由SmackDown!舉辦，因為SmackDown!的節目是在星期日撥放，所以賽事名也隨之變更。
此賽事最大特色是開放給觀眾投票決定比賽內容，觀眾可以上網投票決定參賽的選手、比賽的形式、參賽者的服裝、誰當裁判、爭奪的冠軍頭銜等等，是一種可以跟觀眾互動的付費收看賽事，賽事標語為Log On. Take Over.。2008年起WWE開放手機簡訊投票，但限定美國本土。

## 外部連結
- 決戰星期日官方網站 （页面存档备份，存于）